# Keys Desert Queen Ranch
Le Keys Desert Queen Ranch est un ancien ranch du comté de San Bernardino, en Californie, dans le sud-ouest des États-Unis. Protégé au sein du parc national de Joshua Tree, il est inscrit au Registre national des lieux historiques depuis le 30 octobre 1975.